# Montbras

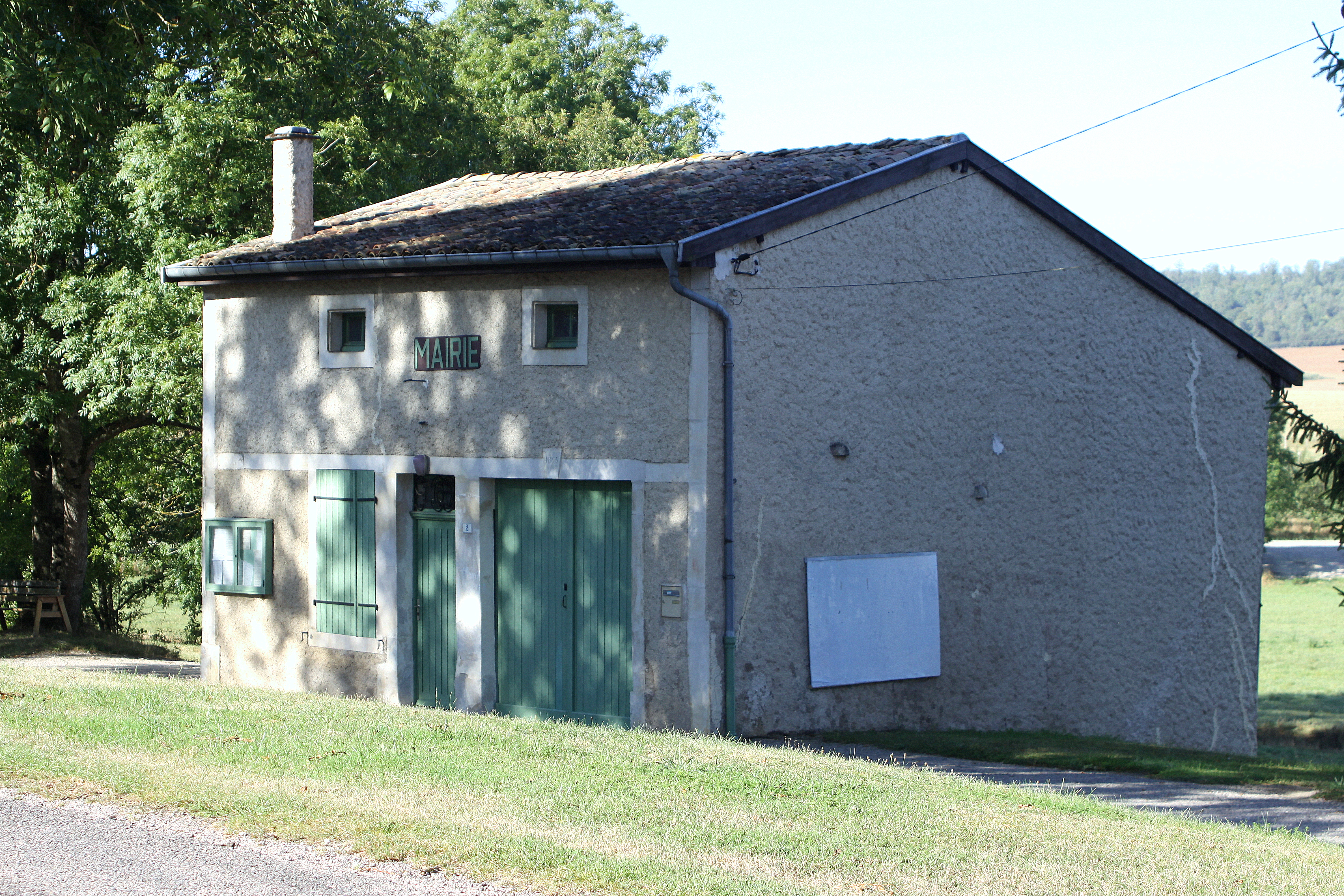
Mairie (Rathaus)

Montbras ist eine französische Gemeinde mit 21 Einwohnern (Stand 1. Januar 2022) im Département Meuse in der Region Grand Est (bis 2015 Lothringen); sie gehört zum Arrondissement Commercy und zum Gemeindeverband Communauté de communes de Commercy-Void-Vaucouleurs.

## Geografie
Montbras liegt rund 40 Kilometer südwestlich der Stadt Nancy im Süden des Départements Meuse. Verkehrstechnisch befindet sich die Gemeinde wenige Kilometer westlich der Europastraße 21 an der D964. Der Ort liegt an der Maas. Diese bildet teilweise die Gemeindegrenze.
Nachbargemeinden sind Champougny im Norden, Pagny-la-Blanche-Côte im Nordosten, Sauvigny im Osten und Südosten, Burey-la-Côte im Süden sowie Taillancourt im Westen und Nordwesten.

## Geschichte
Der Name der heutigen Gemeinde wurde im Jahr 1402 unter dem Namen Bras erstmals in einem Dokument erwähnt. Im Mittelalter gehörte die Gemeinde zum Gebiet der Champagne. Der Ort gehörte von 1793 bis 1801 zum District Gondrecourt. Zudem von 1793 bis 1801 zum Kanton Maxey sur Vaise und seit 1801 zum Kanton Vaucouleurs. Die Gemeinde ist seit 1801 dem Arrondissement Commercy zugeteilt.

### Bevölkerungsentwicklung
| Jahr                       | 1962 | 1968 | 1975 | 1982 | 1990 | 1999 | 2006 | 2011 | 2019 |
| Einwohner                  | 28   | 23   | 18   | 18   | 19   | 27   | 26   | 24   | 22   |
| Quellen: Cassini und INSEE |      |      |      |      |      |      |      |      |      |

## Sehenswürdigkeiten
- Schloss Montbras (Château de Montbras) aus dem 16., 17. und 18. Jahrhundert, monument historique seit 1974[1]